# Isak Behm
Isak Behm (även stavat Bhem) var en svensk amiral och ståthållare, död 4 oktober 1630.

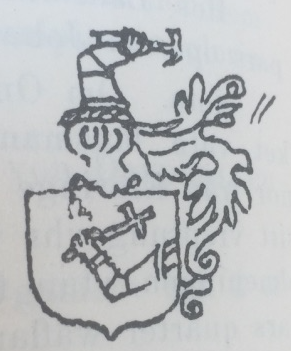
Isak Behms vapen (en böjd bepansrad arm svingande en stridshammare) avritat från hans gravsten ungefär 1638 av Johan Rhezelius.

## Biografi
Behm gjorde sig känd som en ivrig anhängare av hertig Karl under inbördesstriderna på 1590-talet. Behm omtalas första gången i början av 1597, då han av hertig Karl som budbärare till Sigismund i Warszawa, varifrån han i maj återkom utan svar. I augusti samma år stod han åtalad inför Stockholms rådshusrätt för dråp på Mikael Kolprecht, som blivit ihjälskjuten med en kanon från en slup där Behm förde befälet. Behm försvarade sig med att det skett av våda. Under detta år anges han som kansliråd hos hertig Karl. Under de följande åren kom han i stället att verka som kapare på Östersjön. 1598 var han befälhavare på småfartyget Enhörningen i Joachim Scheels flotta. Från polskt håll rapporterades våren 1598 om att han fått order om att tillfångata vissa namngivna anhängare till Sigismund. Han var en av de män som deltog i Willem de Wijks brutala avrättning, som efteråt ogillades av hertig Karl. Han tillhörde även den grupp skeppskaptener som i september 1598 utanför Stegeborg mördade den polske prästen Peter Lanterna och hans följeslagare. 7 januari 1599 fick han fullmakt att ha översyn över skeppsvarven i Gävle och Härnösand. Behms politiska hetsighet visade sig även sommaren 1599 då den från Polen ankommande ambassaden vid insegling mot Stockholms möttes av skott från ett fartyg med Behm ombord. Han skall även ha farit ut mot ambassaden då de ej velat dricka hertigens skål. Hertigh Carls slaktarebenck beskriver Behms framfart som omänsklig, och även Arnold Johan Messenius ger i Scondia illustrata en mycket negativ bild av Behm.
Efter några år till sjöss utnämndes Behm 4 november 1601 till ryttmästare för en fana ryttare från Gästrikland, Hälsingland och Bergslagen. Under sommaren 1602 deltog han i striderna i Estland. 2 december 1603 utsågs han till kommissarie över Finnmarken och Ishavskusten, och sändes tillsammans med den kände Daniel Theodori Hjort att inkräva skatt av sjölapparna mellan Ofoten och Varanger. Åtföljda av underlagmannen Jakob Andersson Grubb i Umeå, som jämte dem bestyrkt skattelängden från Titis, jämte ett följde på ungefär femton man, trängde de ned i fjordarna och krävde lapparna på skatt i enlighet med Sveriges anspråk. Norrmännen, som nyss uppburit skatt i området stämplade ingripandet som rättsvidrigt. Sommaren 1604 erhöll han nya uppdrag tillsammans med Hjort för att orda nybyggar- och skatteuppbördsförhållanden i Norr- och Österbotten. I uppdraget ingick även att genomföra en "jordrevning" i hela Norrland. Från våren 1605 placerades han som ståthållare i Österbotten och Norrland. I uppdraget ingick bland annat grundandet av Uleåborg och anläggandet av fästningar. I Österbotten anlades Kajaneborgs fästning, där Behm även tog sitt residens. Kung Karl IX tog honom flitigt i anspråk för att öka koloniseringen i Norrland, kristna samerna och upprätta skattelängder. Under Behms ståthållarskap genomfördes bland annat en genomgripande skattläggning i Österbotten.
Karl IX anlitade även Behm för att försöka vinna en fast gräns mot Ryssland, fördelaktigare än den i Freden i Teusina avtalade men ännu endast delvis utstakade. I avsikt att utnyttja den rådande ryska oredan lät kungen hösten 1606 fordra ryska myndigheter på Kolahalvön att delta i råläggning före årets slut. Gränsen skulle dras från Enare träsk längs Pasvik älv fram till Ishavet, och svenskarna skulle om ryssarna uteblev själva staka ut gränsen. Ryssarna besvarade inte brevet och från svensk sida hade inget heller gjorts, då Karl förnyade sin befallning våren 1607. Under sommaren tycks Behm ha stakat ut en ny gräns längs den stipulerade sträckan. En häftig brevväxling mellan ryssarna och Behm ger ingen klarhet i om någon enighet slutligen uppnåddes. I början av 1609 fick Behm i uppdrag av kungen att med några tusen man genomföra ett strövtåg över gränsen, beskatta Vasilij IV av Rysslands upproriska undersåtar och om möjligt inta gränsbefästningen Soma under sken att det skedde för den legitime tsarens räkning. Samtidigt skulle ståthållaren i Västerbotten Baltzar Bäck med en mindre skidlöparkår genomföra ett anfall mot Kolahus. Någon attack blev aldrig av, utan det hela stannade vid några förmaningsbrev från Behm till ryska ståthållare och präster. Under hösten 1609 återupptogs dock projektet, denna gång begränsat till ett anfall mot Kolahus. Till kungens förtret kom dock inte expeditionen iväg i tid. Kungens vrede mot Behm som fördröjt attacken gick så långt, att han sände en profoss till Österbotten att häkta honom och föra honom till Stockholm. Behm verkar ha fått en ny chans, men hade en tid därefter avsatts från sitt ämbete. Han kom dock undan vidare efterräkningar.
1611 var han befälhavare över en flottilj jakter och lodjor för bevakning av skärgården mellan Nyköping och Kalmarsund. Han kallades vid denna tid amiral. Ganska snart återgick han till en tjänst som fogde i Norrland, där han sommaren och hösten 1612 insamlade en krigsgärd. Våren 1613 satte han upp en knektfänika i den norrländska landskapen, och erhöll fullmakt som dess kapten. Även 1614 var han sysselsatt med knektmönstringar i Norrland. Därefter förtunnas uppgifterna om Behm.  
Isak Behm hade  förläningar i Ön, Valbo socken i Gästrikland, Risberga i Östuna socken och i Sund, Österlövsta socken. Behm fick fastebrev på Sund 1617 och skrev sig där senast 1618. 1622 fick han av dåvarande änkedrottning Kristina den årliga räntan fritt på Sund. Han dog på Sund 4 oktober 1630. Isak Behm hade tre belagda söner, Baltzar, Melker och Karl. Ättlingar till Baltzar levde på Sund i vart fall i ytterligare ett par generationer och därefter i Öregrund, Melker hade en känd son vars avkomlingar bodde i Västland och Karls öde är okänt. Baltzars son premiärryttmästaren vid Östgöta kavalleriregemente Karl Behms (1645?-1729) ättlingar levde huvudsakligen i Östergötland.